# Pristosia
Pristosia (лат.) — род жужелиц из подсемейства Platyninae.

## Описание
Переднеспинка более или менее прямоугольная, с округлёнными задними углами, или её бока за серединой и основание выгнутые. Последние сегменты щупиков не расширены на вершине. Коготки обычно гребневидные или отчётливо зазубренные. Эдеагус лежит вершиной в правую сторону, парамеры с длинными тонкими отростками на вершине.

## Систематика
В составе рода:
- Pristosia aeneocuprea Fairmaire, 1886
- Pristosia aeneola Bates, 1873
- Pristosia alesi Jedlicka, 1937
- Pristosia amaroides Putzeys, 1877
- Pristosia aquilo Andrewes, 1934
- Pristosia atrema Andrewes, 1926
- Pristosia braccata Andrewes, 1934
- Pristosia brancuccii Deuve, Lassalle & Queinnec, 1985
- Pristosia chambae Andrewes, 1934